# Exeter City Football Club 2013-2014
Questa voce raccoglie le informazioni riguardanti l'Exeter City Football Club nelle competizioni ufficiali della stagione 2013-2014.

## Rosa
| N. |                             | Ruolo | Calciatore          |
| -- | --------------------------- | ----- | ------------------- |
| 1  | Polonia (bandiera)          | P     | Artur Krysiak       |
| 2  | Inghilterra (bandiera)      | D     | Danny Butterfield   |
| 3  | Inghilterra (bandiera)      | D     | Craig Woodman       |
| 4  | Inghilterra (bandiera)      | D     | Scot Bennet         |
| 5  | Inghilterra (bandiera)      | D     | Pat Baldwin         |
| 6  | Inghilterra (bandiera)      | D     | Danny Coles         |
| 7  | Inghilterra (bandiera)      | C     | Liam Sercombe       |
| 8  | Inghilterra (bandiera)      | C     | Matt Oakley         |
| 10 | Scozia (bandiera)           | A     | Alan Gow            |
| 11 | Galles (bandiera)           | C     | Arron Davies        |
| 14 | Irlanda del Nord (bandiera) | C     | Tommy Doherty       |
| 15 | Inghilterra (bandiera)      | D     | Jordan Moore-Taylor |
| 16 | Inghilterra (bandiera)      | C     | Aaron Dawson        |

| N. |                             | Ruolo | Calciatore          |
| -- | --------------------------- | ----- | ------------------- |
| 18 | Irlanda del Nord (bandiera) | A     | Jamie Reid          |
| 19 | Irlanda (bandiera)          | A     | John O'Flynn        |
| 20 | Inghilterra (bandiera)      | A     | Tom Nichols         |
| 21 | Inghilterra (bandiera)      | C     | Jake Gosling        |
| 22 | Irlanda (bandiera)          | C     | Jimmy Keohane       |
| 24 | Inghilterra (bandiera)      | C     | Jacob Cane          |
| 25 | Scozia (bandiera)           | A     | Sam Parkin          |
| 29 | Inghilterra (bandiera)      | C     | Matt Grimes         |
| 30 | Inghilterra (bandiera)      | P     | Christy Pym         |
| 31 | Galles (bandiera)           | A     | Elliott Chamberlain |
| 32 | Galles (bandiera)           | C     | David Wheeler       |
| 35 | Inghilterra (bandiera)      | C     | Matthew Gill        |